# 佐々木三味
佐々木 三味（ささき さんみ、1893年12月11日 - 1969年4月9日）は、日本の茶道評論家。

## 人物・来歴
京都府出身。本名・敬一。京都日出新聞記者を経て、雑誌「茶道」を主宰。茶道評論家、茶界の世話人として活躍し、茶道の研究では高橋箒庵と並び称される。

## 著書
- 『書画骨董偽物がたり』河原書店, 1937
- 『茶碗の心得』(茶道文庫) 河原書店, 1939
- 『唐物茶碗』(茶道文庫) 河原書店, 1941
- 『茶碗』晃文社, 1942
- 『茶器図説』晃文社, 1943
- 『茶道歳事記』晃文社, 1946
- 『楽茶碗』 (茶道文庫) 河原書店, 1946
- 『茶道教室』宝雲舎, 1947
- 『茶事・懐石』(茶道全集 第6巻) 晃文社,1947
- 『茶室百選』第1-2集 岡本東洋 撮影. 芸艸堂出版部, 1948
- 『茶わん帳』晃文社, 1948
- 『茶器十題』芸艸堂出版部, 1948
- 『茶室百選 第3集』岡本東洋 撮影. 推古書院, 1949
- 『国焼茶碗』 (茶道文庫) 河原書店, 1949
- 『お茶の取合せ』(茶道叢書) 晃文社, 1949
- 『お茶の主と客』(茶道叢書) 晃文社, 1949
- 『茶味陶心』河原書店, 1949
- 『茶道教室』晃文社, 1950
- 『水屋』 (茶道文庫) 河原書店, 1951
- 『茶人手帖』編. 河原書店, 1952
- 『茶道歳時記』淡交新社, 1960
- 『茶入・薄茶器』 (茶道文庫) 河原書店, 1965
- 『裏千家茶道教本 器物編 第5 茶碗』淡交新社, 1967
- 『茶話俳話』河原書店, 1969
- 『茶の道五十年』淡交社, 1970
- 『茶器とその扱い 改訂第2版』淡交社, 1981
- 『茶道歳事記 カラー版』淡交社, 1985
- 『骨董にせもの雑学ノート 七たび問うて書画を疑えー新版・偽物がたり』大沢晋之輔 校訂. ダイヤモンド社, 1995
- 『佐々木三味が語る　茶事・茶会の心得』淡交社、2020

### 編纂
- 円能斎 述『鉄中茶話』編. 茶道月報社, 1926
- 『万灯茶会記 菅公一千二十五年祭』編. 万灯茶会記頒布会, 1928
- 藤村正員 手記『茶道旧聞録』編. 古鏡社, 1930